# فلاديمير اولشانسكي
فلاديمير اولشانسكي (بالروسية: Ольшанский, Владимир Моисеевич)‏ (و. 1947 – م) هو ممثل، ولاعب سيرك من روسيا . ولد في سانت بطرسبرغ .